# Juvllajávrrie (Arvidsjaurs socken, Lappland, 727809-164685)
Juvllajávrrie är en sjö i Arvidsjaurs kommun i Lappland och ingår i Byskeälvens huvudavrinningsområde. Juvllajávrrie ligger i Vittjåkk-Akkanålke Natura 2000-område.